# Keisuke Ōta (Fußballspieler, 1979)
Keisuke Ōta (japanisch 太田 恵介 Ōta Keisuke; * 24. April 1979 in der Präfektur Shizuoka) ist ein ehemaliger japanischer Fußballspieler.

## Karriere
Ōta erlernte das Fußballspielen in der Schulmannschaft der Shimizu Commercial High School und der Universitätsmannschaft der Fukuoka-Universität. Seinen ersten Vertrag unterschrieb er 2002 bei den Avispa Fukuoka. Der Verein spielte in der zweithöchsten Liga des Landes, der J2 League. Für den Verein absolvierte er 63 Ligaspiele. 2006 wechselte er zum Ligakonkurrenten Thespa Kusatsu. Für den Verein absolvierte er 38 Ligaspiele. Danach spielte er bei den Minnesota Thunder und V-Varen Nagasaki. Ende 2008 beendete er seine Karriere als Fußballspieler.